# Wonderwheel
Wonderwheel was een Britse muziekgroep, die bestond in de jaren 1971 en 1972. Ze diende ter begeleiding van Gary Wright in zijn periode na zijn eerste soloalbum Gary Wright's Extraction en tijdens zijn tweede Footprint. Het nam in 1972 een album op onder de titel Ring of changes. Het platenlabel A&M Records zag er niets en bracht het niet uit. Er verscheen wel de obscure single I know. Het album zou in 2016 pas uitgegeven worden via Esoteric Recordings, gespecialiseerd in retro-uitgaven. 
De leden waren:
- Gary Wright – toetsinstrumenten, zang
- Jerry Donahue – gitaar (vertrok vrij snel)
- Mick Jones – Jerry’s opvolger op gitaar (hij kwam vanuit de band van Johnny Halliday en ging later naar Foreigner)
- Archie Leggett – basgitaar  (ook uit de band van Halliday, later Kevin Coyne en Kevin Ayers)
- Bryson Graham – slagwerk (Wrights maatje uit Spooky Tooth).